# Black Desert

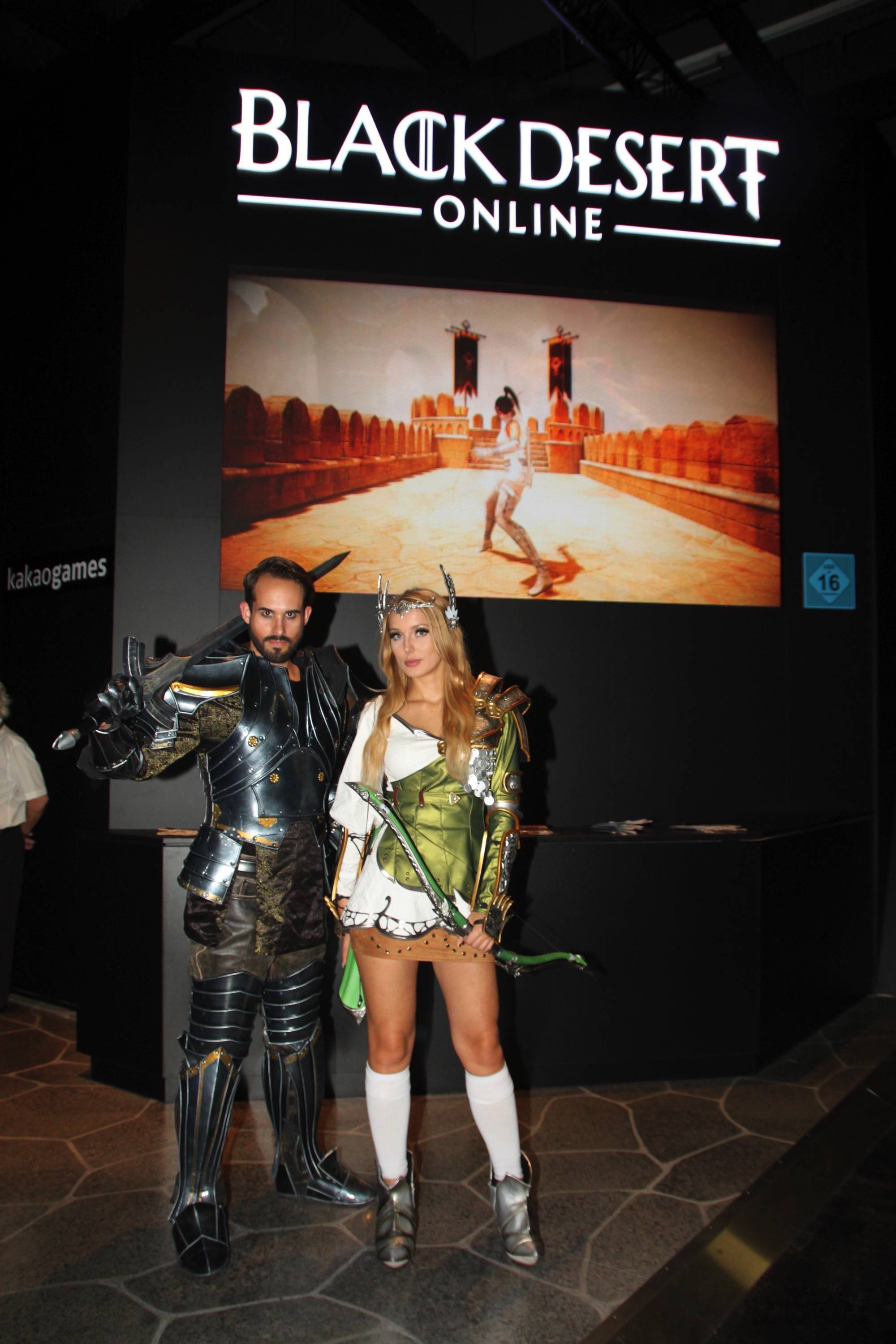
Stand auf der Gamescom 2016

Black Desert (auch Black Desert Online; kor. 검은사막 Geomeun Samak „Schwarze Wüste“) ist ein Sandbox-MMORPG des südkoreanischen Entwicklers Pearl Abyss, das am 3. März 2016 in Europa für den PC veröffentlicht wurde. Im März 2019 wurde Black Desert Online erstmals für die Konsole veröffentlicht Am 11. Dezember 2019 wurde eine mobile Variante für Android und iOS veröffentlicht.

## Spielmechanik
Black Desert ist ein Online-Rollenspiel, das in einer Fantasywelt spielt. Der Spieler entscheidet sich zu Beginn für eine der folgenden 27 Charakterklassen: Krieger, Waldläuferin, Schwarzmagierin, Riese, Bändigerin, Musa, Maehwa, Walküre, Kunoichi, Ninja, Magier, Magierin, Streiter, Mystique, Lahn, Schütze, Dunkelklinge, Shai, Gardia, Hasashin, Nova, Seher, Korsarin, Drakania, Wusa, Maegu und Gelehrte. Die Klassen sind geschlechts- und rassenspezifisch festgelegt.
Neben Haupt- und Nebenquests gibt es ein Housing-System, Gilden, ein aktives Kampfsystem sowie die Möglichkeit zur Landwirtschaft, zum Handeln, Crafting, Angeln und zum Zähmen von Pferden den sogenannten Lifetask. Weitere Besonderheiten sind u. a. ein Wettersystem, Tag-Nacht-Wechsel und ein Parkourmodus zum Klettern und Erforschen der Umgebung.
Weiterhin gibt es im Spiel einen Ingame-Shop, in dem es kleine Erweiterungen und kosmetische Dinge zu kaufen gibt. Anders als in Asien ist die europäische Version nicht Free-to-play. Die Grundversion muss erworben werden, beinhaltet aber alle spielrelevanten Dinge. Der Cash-Shop ist in der europäischen und nordamerikanischen Version nur begrenzt.

## Besonderheiten
Black Desert ermöglicht eine riesige Spielwelt mit unzähligen Möglichkeiten, dazu gehören:
- Ein aktives Kampfsystem mit manueller Zielsteuerung, Angriffskombinationen und Ausweichmanövern.
- Ein Parkoursystem mit Sprung- und Kletterfunktionen, um die Gegend zu erkunden und mit Gebäuden oder Hindernissen zu interagieren.
- Ein dynamisches, weltweites Wettersystem: Temporäre Wetterereignisse wie Nebel, Regen und wolkenfreier Himmel spielen sich regelmäßig ab. Teilweise sind sehr große Ereignisse wie Taifune bekannt, die erheblichen Einfluss auf die Umwelt haben.
- Ein Tag- und Nachtsystem, welches sich auch auf auftretende Monster und NPCs auswirkt.
- Ein Housingsystem, das von Zelten bis zu mehrstöckigen Häusern reicht.
- Ausrüstungen, die nicht stufenabhängig sind und die sich oftmals verstärken und aufwerten lassen.
- Ein Tierhaltungssystem: Tiere (wie zum Beispiel Pferde) können in der Wildnis gefangen und gezähmt, zur Fortbewegung, aber auch zum (berittenen) Kampf verwendet werden.
- Ein Handelssystem mit dynamischer Preisentwicklung und Transportwagen.
- Ein Freundschaftssystem mit vielen NPCs, das bei Steigerung (u. a. durch erfüllte Quests) erweiterte Funktionen freischaltet.
- Eine Wissensdatenbank für entdeckte Orte, erzeugte Gegenstände und besiegte Monster, die sich alle Spielfiguren eines Accounts teilen. Wissen über Monster erhöht z. B. den Schaden an ihnen und die Beute.
- Viele Automationsmöglichkeiten wie Wegfindung oder Herstellung.

## Entwicklung
Der südkoreanische Spielentwickler Pearl Abyss, der 2010 von Kim Daeil gegründet wurde, begann mit den Arbeiten bereits 2010 und entwickelte unter anderem eine eigene Engine für das Spiel. Nachdem Pearl Abyss dem Publisher GameOn in Japan, am 8. September 2012 eine Vereinbarung zur Veröffentlichung in Japan zugestimmt hat, begann Pearl Abyss Spieldetails der Öffentlichkeit preiszugeben. Im August 2013 wurde Black Desert auf der gamescom in Köln präsentiert, was die Aufmerksamkeit vieler europäischer und amerikanischer Publisher erregte. Im Oktober startete die Closed Beta, die durch eine IP-Beschränkung ausschließlich für südkoreanische Spieler verfügbar war. Täglich wurden unterschiedliche Spielelemente zum Testen freigegeben, wie das Kampfsystem, Housing, Spielergilden, NPC interaktion, Handelssystem und PvP. Ein zweiter Closed Beta-Test wurde, ebenfalls IP-beschränkt für 3 Wochen ab dem 22. April 2014 durchgeführt.
Am 3. März 2016 erschien Black Desert in Europa. Ende März wurde der erste große Patch Mediah veröffentlicht, ein weiterer, Valencia wurde bereits veröffentlicht, die Wüste ist vorhanden jedoch fehlen noch Sandstürme und Zelte. Am 25. Januar 2017 wurde auf den EU-Servern der Magoria-Patch aufgespielt, wodurch den Spielern eine Unterwasserwelt zugänglich wurde, um weitere Schätze zu bergen. Des Weiteren wurde das Magoria-Meer, mit seinen unterschiedlichen Seeungeheuern und Piraten, hinzugefügt, welche mit den neuen Gildengaleeren (8 Kanonen) und mit den persönlichen Epheria Segelboote (2 Kanonen) bezwungen werden können.